# Михайленко, Анатолий Андреевич
Анатолий Андреевич Михайленко (12 января 1938, ст. Белореченская, Краснодарского края, СССР — 4 июля 2020) — российский врач-невролог, доктор медицинских наук, профессор кафедры нервных болезней Военно-медицинской академии им. С. М. Кирова (ВМедА), заслуженный работник высшей школы Российской Федерации, полковник медицинской службы в отставке.

## Биография
Родился 12 января 1938 г. в станице Белореченской Краснодарского края.
Окончил среднюю школу № 13 (ныне СОШ № 23 им. А. П. Антонова) в станице Ханской в 1955 г. с золотой медалью. В этом же году поступил в Военно-морскую медицинскую академию, которая в 1956 г. была объединена с Военно-медицинской академией им. С. М. Кирова (образуется факультет подготовки врачей для военно-морского флота — IV факультет). После окончания академии в 1961 г. проходил службу на кораблях, в частях и госпиталях Северного и Балтийского флотов. С 1962 г. начал неврологическую практику, получив в том же году первичную специализацию на курсах усовершенствования медицинских специалистов. В 1967—1969 гг. продолжил медицинское образование в клинической ординатуре при кафедре нервных болезней академии. С 1969 по 1972 г. проходил службу в военно-морском госпитале г. Таллина. В 1972 г. успешно защитил кандидатскую («Влияние продолжительной гиподинамии на нервную и мышечную системы»), в 1988 г. — докторскую диссертации («Невропатология простого и опоясывающего герпеса»). С 1972 г. последовательно занимал на кафедре должности преподавателя, старшего преподавателя, заместителя начальника кафедры. С 1989 г. А. А. Михайленко — начальник кафедры нервных болезней академии, главный невролог Министерства обороны СССР (позднее — Минобороны России). С 1994 г. — профессор этой кафедры, а также (1998—2006) профессор кафедры неврологии и психиатрии медицинского факультета Санкт-Петербургского государственного университета. Ученик А. Г. Панова.
Похоронен на Богословском кладбище Санкт-Петербурга.

## Научная деятельность
В научных кругах А. А. Михайленко является признанным специалистом по проблемам нейроинфекционной (изучение неврологии простого и опоясывающего герпеса, дифтерии, СПИДа и хламидиоза, исследования рецидивирующего менингита и назальной ликвореи) и цереброваскулярной патологии (инициальные формы, неврология кардиохирургических вмешательств и кардиоэмболический инсульт), неврологии продолжительной гипокинезии, закрытой травме головного мозга, патологии периферической нервной системы, эволюционно-филогенетическому анализу неврологических симптомов и синдромов и др. В последнее десятилетие активно и плодотворно освещает вопросы истории русской неврологии.
А. А. Михайленко (с учениками и сотрудниками) впервые в русской литературе опубликовал наблюдения синдрома Гийена — де Сеза — Блондена — Вальтера (1984; 1986), офтальмического опоясывающего герпеса и контралатеральной гемиплегии (1988), синкинезии Марин-Амата (1996), наследственную форму отёка Квинке. К числу первых относится и наблюдение синдрома Стила — Ричардсона — Ольшевского (1984). Впервые было доказано, что некоторые варианты синдрома Рамсея — Ханта могут быть индуцированы вирусом простого герпеса (1988; 1989). Впервые в стране целенаправленно и плодотворно начали изучаться неврологические аспекты хламидийной инфекции и впервые в русской и зарубежной литературе был представлен электронно-микроскопический эквивалент изменений в нервной системе при экспериментальном моделировании этой инфекции.

## Педагогическая деятельность
За многие годы его педагогической деятельности были воспитаны десятки поколений курсантов ВМедА. Под руководством А. А. Михайленко защищено 4 докторских и 17 кандидатских диссертаций. Многие его ученики работают в ВМедА им. С. М. Кирова, Главном военном клиническом госпитале им. Н. Н. Бурденко, центральных, окружных и флотских госпиталях, гражданских медицинских лечебных и образовательных учреждениях. В настоящее время читает лекции, проводит клинические разборы, является научным руководителем учеников кафедры. Его учениками являются: Барсуков С. Ф., Головкин В. И., Зинченко В. А., Лобзин С. В., Одинак М. М. и др.

## Организаторская деятельность
Будучи главным неврологом МО СССР и Минобороны России, при посещении военных округов и флотов оказывал большую организационно-методическую и лечебно-диагностическую помощь специалистам неврологического профиля.
Период руководства кафедрой и клиникой выпал на время радикальных преобразований в государстве, но несмотря на это удалось сохранить авторитет и привлекательность вверенного подразделения, продолжить плодотворное исследование актуальных проблем неврологии. Кафедра первой среди аналогичных учреждений города оснастилась аппаратами ультразвуковой допплерографии и магнитной стимуляции; компьютерная и магнитно-резонансная томография, электро-нейромиография и определение энзимов в цереброспинальной жидкости были внедрены в повседневный обиход.
Продолжалось обобщение опыта афганских событий и внедрение его в учебную практику, организованы новые учебные циклы: мануальная терапия, терапевтическая сексопатология, продолжало успешно функционировать усовершенствование по клинической неврологии, нейрофункциональной диагностике, рефлексотерапии. Кафедральным коллективом, под руководством Михайленко А. А., подготовлены и изданы впервые в стране учебные пособия по ультразвуковой допплерографии (Михайленко А. А., Иванов Ю. С., Семин Г. Ф., 1994) и нейроСПИДу (Михайленко А. А., Головкин В. И., Осетров Б. А., 1993); пособия по клещевому энцефалиту (совместно с кафедрой инфекционных болезней, 1993) и «Краткий очерк истории кафедры нервных болезней» (1994). Сотрудниками и учениками кафедры подвергались научному анализу различные аспекты цереброваскулярных заболеваний, рассеянного склероза, сочетанной черепно-мозговой травмы, клещевого энцефалита и клещевого боррелиоза, сосудистых и травматических миелопатий.
Являлся членом президиума правления Всесоюзного и Всероссийского научных обществ неврологов, членом правления Ассоциации неврологов Санкт-Петербурга, членом Ученого совета ВМедА, членом Межведомственного научного совета по неврологии и Санкт-Петербургского межведомственного экспертного совета, членом специализированного ученого совета академии и редакционного совета «Журнала неврологии и психиатрии им. С. С. Корсакова».

## Основные публикации
Является автором или соавтором более 400 научных публикаций, в том числе ряда коллективных учебников, руководств, справочников, учебных пособий («Психоневрология», 1981; «Нервные болезни», 1982; «Топическая диагностика заболеваний и травм нервной системы», 1989, 1996, 1997; «Дифференциальная диагностика нервных болезней», 1997, 2000; «Краткий справочник врача-невролога», 1999; «Частная неврология», 2002; «Диагностика и лечение генерализованных форм хламидиозов у молодых людей»; 2000; «Военная неврология», 2004), монографий («Первооткрыватель клещевого энцефалита», 2005; «История отечественной неврологии. Петербургская неврологическая школа», 2007).
В 2000 и 2001 гг. опубликованы книги А. А. Михайленко «Топическая диагностика в неврологии» и «Клинический практикум по неврологии», последняя из которых была переиздана в 2012 г. — данные труды рекомендованы Учебно-методическим объединением по медицинскому и фармацевтическому образованию вузов России в качестве учебного пособия для студентов медицинских вузов страны.